# Fife
Fife (Schots-Gaelisch: Fìobh) is een streek (tot 1975 een graafschap, tegenwoordig een raadsgebied) in Schotland gelegen aan de Firth of Forth. Fife is gemeten naar het inwonertal, het derde raadsgebied van Schotland.
Het bestuurlijke centrum bevindt zich in Glenrothes. Andere belangrijke plaatsen zijn: St Andrews, de geboortegrond van het moderne golf en Kirkcaldy, de grootste plaats in de regio en tevens geboorteplaats van de beroemde econoom Adam Smith. Het raadsgebied is verbonden met de hoofdstad Edinburgh door de fameuze Forth Bridge (spoor) en door de Forth Road Bridge.
Het East Neuk Festival is een jaarlijks muziekfestival dat gedurende vijf dagen rond 1 juli plaatsvindt in het gebied dat bekend staat als de East Neuk van Fife.

## Plaatsen
- Abercrombie
- Aberdour
- Anstruther
- Auchterderran
- Auchtermuchty
- Auchtertool
- Balfarg
- Balmalcolm
- Balmerino
- Balmullo
- Blebocraigs
- Buckhaven
- Burntisland
- Cairneyhill
- Cardenden
- Carnbee
- Cellardyke
- Ceres
- Charlestown
- Cowdenbeath
- Crail
- Crombie
- Crossford
- Crosshill (Fife)
- Culross
- Cupar
- Dairsie
- Dalgety Bay
- Dunfermline
- Dysart
- Earlsferry
- East Wemyss
- Elie
- Falkland
- Freuchie
- Gateside
- Glenrothes
- Guardbridge
- Inverkeithing
- Kelty
- Kemback
- Kennoway
- Kilconquhar
- Kilmany
- Kilrenny
- Kinghorn
- Kinglassie
- Kingsbarns
- Kirkcaldy
- Ladybank
- Leslie
- Leuchars
- Leven
- Letham
- Limekilns
- Lindores
- Lochgelly
- Lower Largo
- Lundin Links
- Markinch
- Methil
- Newburgh
- Newport-on-Tay
- North Queensferry
- Oakley
- Peat Inn
- Pittenweem
- Rosyth
- Saline
- Springfield
- St. Andrews
- Saint Monans
- Stratheden
- Strathkinness
- Strathmiglo
- Star
- Tayport
- Thornton
- Torryburn
- Upper Largo
- West Wemyss
- Windygates
- Woodhaven
- Wormit
- High and Low Valleyfield

## Bezienswaardigheden
- Aberdour Castle
- Blackfriars Chapel (St Andrews), de resten van een abdij van de Dominicanen
- Dunfermline Abbey, de abdij waar Schotse koningen begraven werden zoals Robert the Bruce
- Culross Abbey
- Dunfermline Palace, een zestiende-eeuws paleis
- Lindores Abbey
- Ravenscraig Castle
- St Andrews Castle
- St Andrews Cathedral, een middeleeuwse kathedraal
- St Bridget's Kirk (Dalgety)
- St Mary's Church (Kirkheugh)

Aberdeen · Aberdeenshire · Angus · Argyll and Bute · City of Edinburgh · Clackmannanshire · Dumfries and Galloway · Dundee City · East Ayrshire · East Dunbartonshire · East Lothian · East Renfrewshire · Falkirk · Fife · Glasgow City · Highland · Inverclyde · Midlothian · Moray · Na h-Eileanan Siar (Buiten-Hebriden) · North Ayrshire · North Lanarkshire · Orkney Islands · Perth and Kinross · Renfrewshire · Scottish Borders · Shetland Islands · South Ayrshire · South Lanarkshire · Stirling · West Dunbartonshire · West Lothian
Zie ook: lieutenancy areas, de vroegere regio's en graafschappen